# Bataille de Quảng Trị
Guerre du Viêt Nam
Batailles

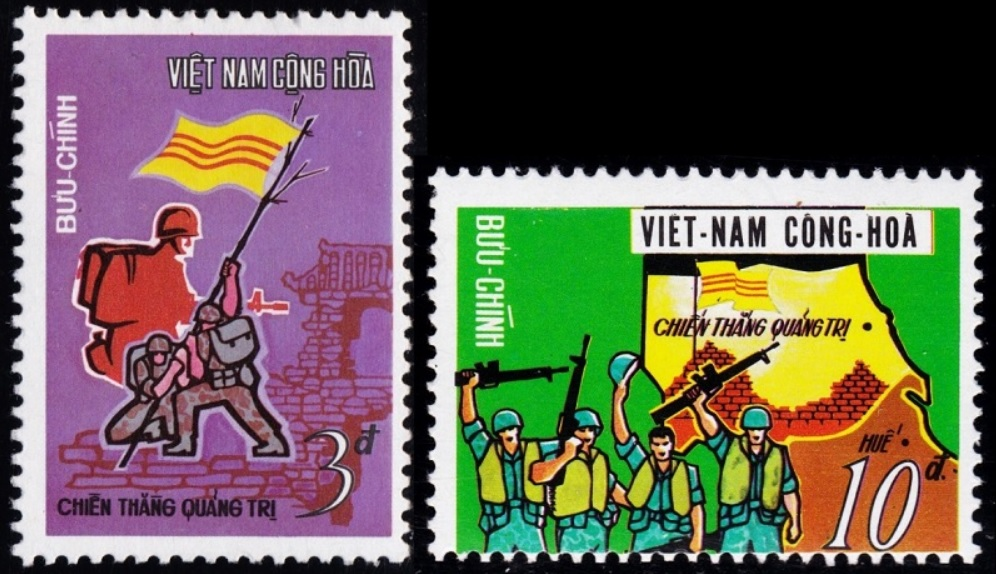
timbre du sud vietnam de 1973 commémorant la reprise de Qang tri en septembre 1972

La bataille de Quảng Trị (en vietnamien : Chiến dịch Trị Thiên) eut lieu du 30 mars au 1er mai 1972, opposant le Sud au Nord-Viêt Nam dans le cadre de l'offensive communiste du printemps 1972 (offensive Nguyễn Huệ, connue en Occident sous le nom d'offensive de Pâques) pendant la guerre du Viêt Nam. Elle résulta en une victoire communiste décisive.

## Contexte historique
La province de Quảng Trị était un théâtre d'affrontements majeurs durant le conflit. Du fait que les soldats de l'ARVN remplaçaient progressivement leurs collègues américains, le général nordiste Văn Tiến Dũng souhaitait profiter de cette occasion en préparant trois de ses divisions afin de lancer une offensive contre Quảng Trị.
Quelques mois à peine avant la bataille, le gouvernement sud-vietnamien avait déployé sa 3e division nouvellement formée le long de la zone vietnamienne démilitarisée afin d'occuper les bases américaines désaffectées. Les forces nord-vietnamiennes déployées dans la région étaient la 304e, la 308e et la 324B divisions.

## Déroulement de la bataille

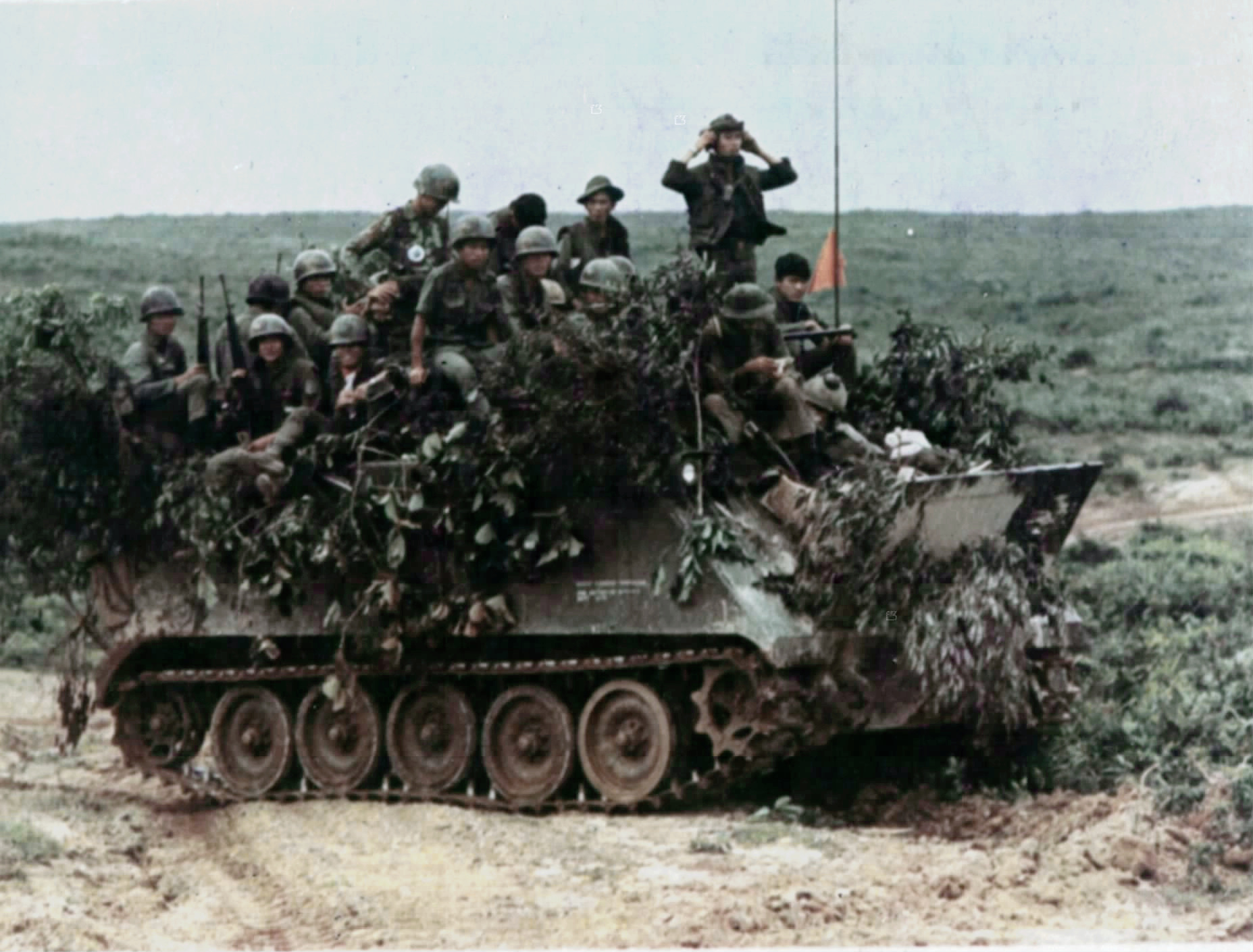
Troupes de l’ARVN sur un M113 remontent vers la rivière Dong Ha, avril 1972.

L'engagement débuta le 30 mars avec des barrages d'artillerie sur les positions sudistes. Pendant ce temps, l'infanterie nordiste soutenue par des chars s'empara des avant-postes. L'effet de surprise des attaques communistes eut un impact décisif sur les soldats de l'ARVN, qui n'étaient pas préparés.
Plus de 10 000 soldats du Sud furent tués ou blessés dans la bataille et 5 000 autres furent capturés tandis que le Nord n'avait qu'à déplorer la perte de 2 000 tués et 4 169 blessés.

## Conséquences
La chute de Quảng Trị fut l'une des plus importantes victoires de l'offensive communiste du printemps 1972. Le Gouvernement révolutionnaire provisoire du FNL imposa son autorité dans la province et une collectivisation des terres fut mise en place, provoquant l'exil de nombreux villageois. Les forces du Nord progressent alors en direction de Hué avant d'être arrêtées à la bataille d'An Lộc.
Le général sudiste Ngo Quang Truong (en) élabora un plan pour recapturer Quảng Trị. Celui-ci sera exécuté du 28 juin au 16 septembre 1972 et vit la reprise de la province malgré de lourdes pertes. L'ARVN, soutenue par les États-Unis, envoya plus de 80 000 tonnes d'obus sur Quảng Trị, soit à peu près la capacité destructrice équivalente de six bombes atomiques américaines semblables à celles qui frappèrent Hiroshima.